# NSDAP:s partitecken i guld

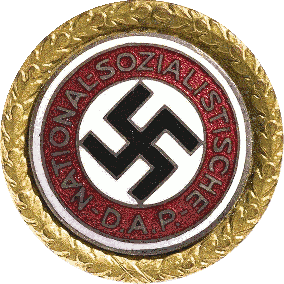
NSDAP:s partitecken i guld.

NSDAP:s partitecken i guld (tyska Goldenes Parteiabzeichen, officiellt Goldenes Ehrenzeichen der NSDAP) var en utmärkelse i Tredje riket. Den fanns i två storlekar: 30,5 mm för uniformer och 24 mm för civil klädsel. Utmärkelsen tilldelades de första 100 000 medlemmarna i Nationalsocialistiska tyska arbetarepartiet.